# Dubiaranea fulvolineata
Dubiaranea fulvolineata là một loài nhện trong họ Linyphiidae. Loài này được phát hiện ở Peru.